# Мост Инков

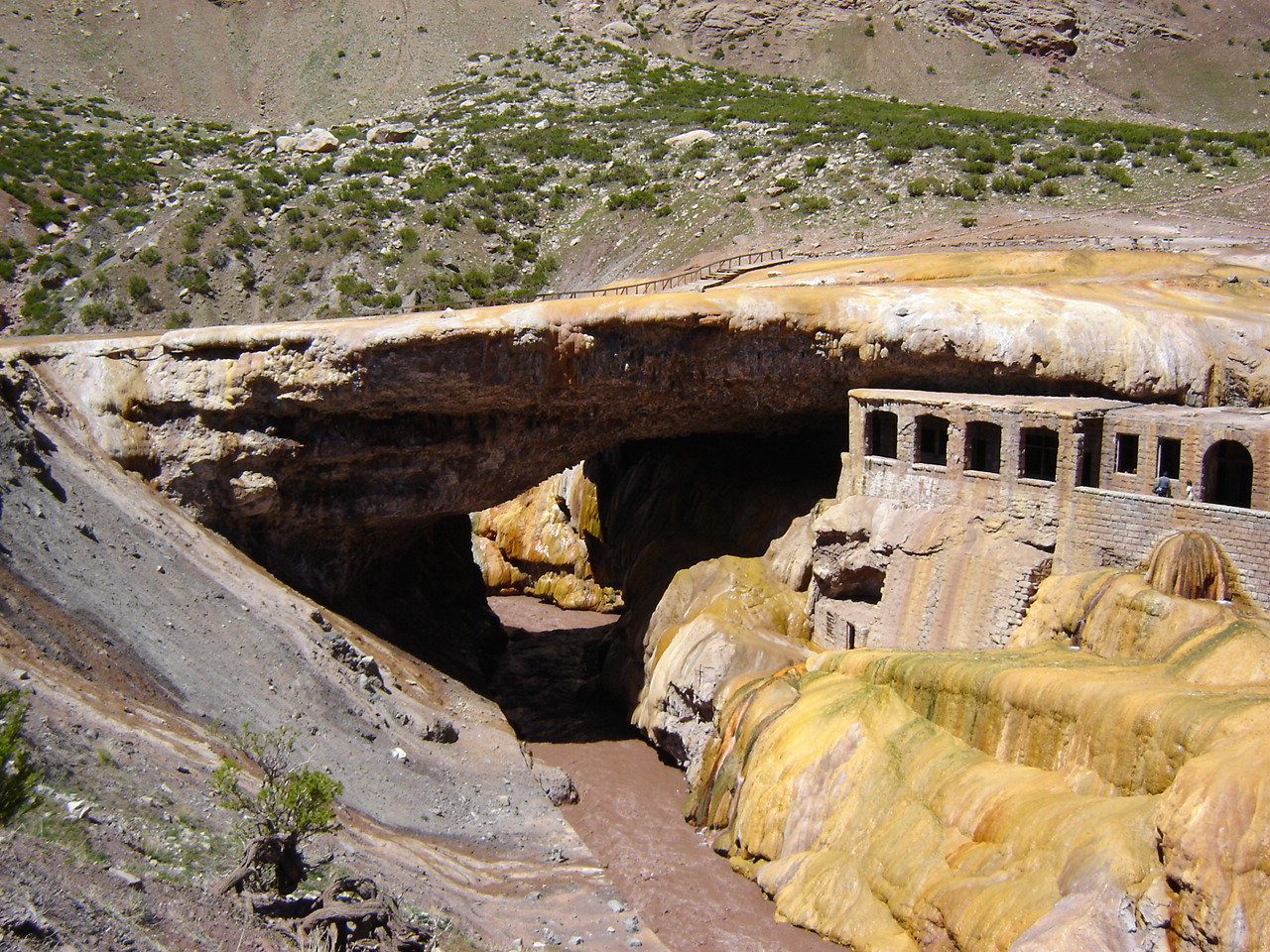
Мост Инков

Мост Инков (исп. Puente del Inca) — мост естественного происхождения через реку Мендосу. Находится в 195 км к западу от аргентинского города Мендосы на высоте 2719 м над уровнем моря.

## Общие сведения
Мост шириной 28 м, длиной 48 м и толщиной 8 м возвышается аркой высотою в 27 м над речным зеркалом. По мнению учёных, он мог образоваться в результате последовательности из снежных лавин и камнепадов. Согласно этой модели, лавинные лёд и снег образовывали первый слой над рекой, на который ложился второй — из камней, пыли и скальных обломков. Первый слой стаивал, а второй, слёживаясь и пропитываясь минерализованной водой близлежащих геотермальных источников, постепенно образовывал арку естественного моста.

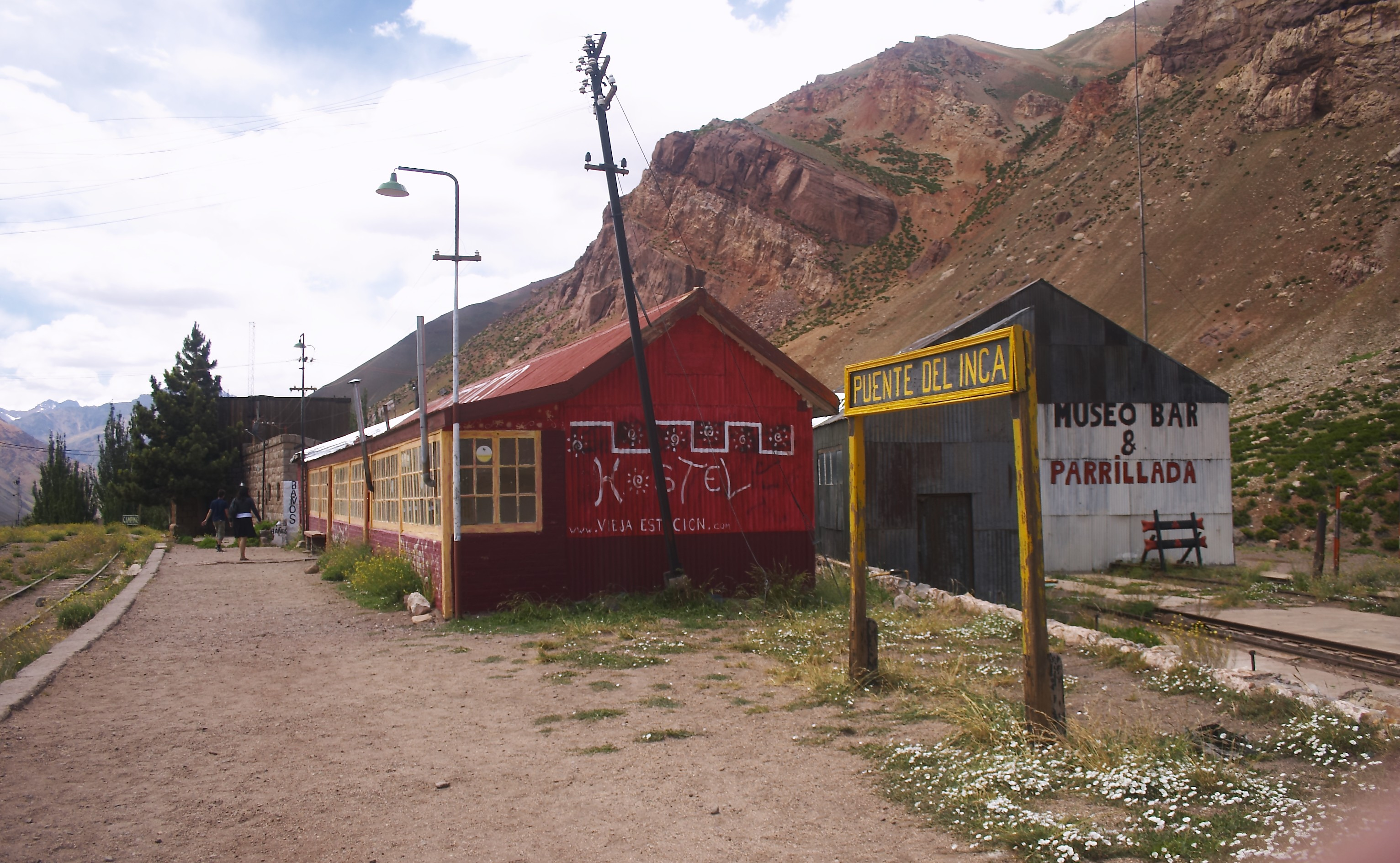
Вокзал станции «Мост Инков», ныне — альпинистский музей

Близ Моста Инков расположен одноимённый посёлок, в котором на 2001 г. проживало постоянных жителей 132 человека. Через посёлок проходит Панамериканское шоссе в той его части, что ведёт в столицу Аргентины Буэнос-Айрес. По аргентинской классификации эта дорога является «Национальным маршрутом № 7». Здесь же пролегает полотно ныне не действующей Трансандинской железной дороги со станцией и путевым развитием.
Станционный вокзал используется как помещение альпинистского музея «Museo del Andinista», организованного энтузиастами из Росарио с целью знакомить приезжих с культурной историей окрестностей горы Аконкагуа. Музей актуален, ибо Мост Инков является отправной точкой нескольких альпинистских маршрутов.
Мост Инков использовался в качестве переправы ещё в колониальные времена. Через него проходил средневековый транспортный коридор, соединявший побережья двух океанов: Атлантического и Тихого. В начале 1817 г. по Мосту прошла армия Хосе де Сан-Мартина в своём Андском походе, предпринятом для защиты независимости Чили. В апреле 1835 г. Мост Инков осмотрел Чарльз Дарвин, посетивший эту местность в ходе кругосветного путешествия на корабле «Бигль». Транспортное значение Моста исчезло только с началом XX в., когда недалеко от него через приток реки Мендосы, реку Куэвас, был перекинут современный мост Трансандинской железной дороги.

## Геотермальные источники

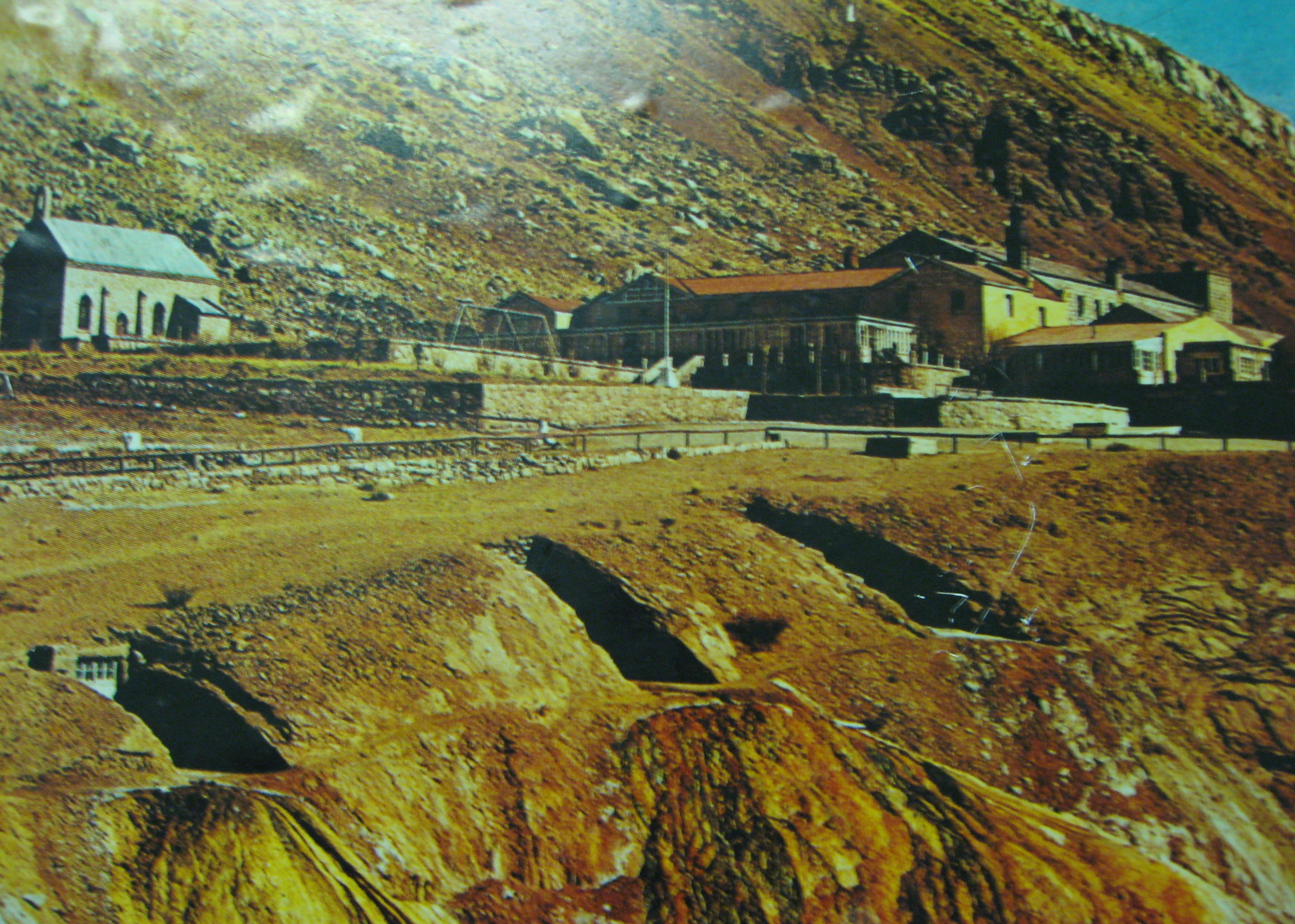
Бальнеологический курорт «Puente del Inca»

Геотермальных источников в посёлке насчитывается пять. Все они располагаются в непосредственной близости от естественного моста, в скальной породе крутого берега реки. Обнесены стеной каменной кладки. Каждый источник имеет собственное название: Венера, Марс, Сатурн, Меркурий и Шампанское. Воды источников богаты хлористым натром, щелочными металлами, мышьякосодержащими минералами, содой, разного рода карбонатами и сульфатами. Температура вод варьирует от 33 °C до 38 °C в разных источниках. Воды — прозрачны, что определяется высоким содержанием перекиси железа и деятельностью водорослей, способствующих декантации.
Источники считаются целебными, что в 1925 г. привело к постройке рядом с ними курортной гостиницы. Гостиница была рассчитана на отдых элитных групп населения и отличалась высоким уровнем комфорта. Каждый её номер располагал собственной термальной ванной. Курорт просуществовал до 1965 г., когда был сметён горной лавиной. Сейчас на его месте пустырь с единственным уцелевшим строением — небольшой часовней колониальных времён.
В настоящее время термальные воды используются для нанесения патины на разного рода скульптурные изображения, затем продаваемые туристам, как изделия народных промыслов. Патина появляется после 40-дневной выдержки арт-объекта в водах одного из источников.

## Легенда о Мосте Инков
О возникновении Моста Инков существует три местных легенды, зафиксированные в фольклоре индейцев кечуа. Первые части всех трёх легенд идентичны друг другу:
Перед самым прибытием испанцев в Америку наследник престола империи Инков был поражён странным и тяжёлым параличом. После того, как долгие попытки лечения всеми известными лекарствами оказались безрезультатными, мудрейшие люди государства сообщили монарху, что сын его может быть исцелён только в далёком горном районе, расположенном к югу от Империи. И был снаряжён отряд из лучших бойцов, с которым монарх и его сын покинули Куско и отправились на юг. После месяцев пути, преодолев бесчисленные трудности, они вышли к высоким вершинам и увидели, что на дне глубокого ущелья грозно рычит река, а по другую сторону её бьют источники, дающие те самые термальные воды, которыми следует лечить наследника.
Далее тексты различаются:

- Чтобы реализовать стремление своего любимого господина, воины, держась друг за друга, сформировали живой мост, через который Инка, ступая по спинам, перенёс своего сына к источникам. Когда стало ясно, что наследник стремительно выздоравливает, монарх обратил свой благодарный взгляд к воинам и увидел, что те окаменели, создав мост, ставший впоследствии столь знаменитым.
- Пока они размышляли о способе пересечь реку, небо потемнело, гранитные стены дрогнули и стало видно, что с вершин с ужасающим шумом рушатся громадные камни. Поражённые грохотом, инки удивлённо наблюдали, как на их глазах всемогущие Инти (бог Солнца) и Мама Кильа (богиня Луны) создали из этих камней мост, по которому путь к чудесному источнику стал лёгок. Они принесли туда наследника, который пил из его вод и вскоре выздоровел.
- Зная, что если отступить, наследник не выживет, отряд решил провести ночь на биваке, чтобы утром искать дорогу, которая позволит пересечь ущелье. Инти, наблюдавший за инками с тех самых пор, как они покинули столицу, был впечатлён горем, которое источали путешественники. Он решил, что может помочь, и пробудившись, инки в изумлении увидели перед собою твёрдый каменный мост, стоявший так, будто бы он был здесь с начала времён. Мост вёл на другой берег реки, где находилось искомое лекарство.